# Kinderkreuzzug
Der Kinderkreuzzug (lateinisch peregrinatio puerorum) soll laut verschiedener Überlieferungen ein Ereignis gewesen sein, in dem sich im Frühsommer 1212 Tausende Kinder, Jugendliche und Erwachsene aus Deutschland und aus Frankreich veranlasst sahen, unter der Leitung visionärer Knaben in einem unbewaffneten Kreuzzug ins Heilige Land zu ziehen. Der Zug hatte sich teilweise schon vor Erreichen der Ufer des italienischen Mittelmeers aufgelöst; der Teil, der das Ufer trotzdem erreichte, wurde an sarazenische Sklavenhändler verkauft.

## Begrifflichkeit:peregrinatio puerorum
Der Name Kinderkreuzzug ist eine Übersetzung des in den Quellen oft verwendeten Begriffes peregrinatio puerorum. Sowohl peregrinatio (Kreuzzug) wie puer (Kind) lassen jedoch mehrere Deutungsmöglichkeiten zu.

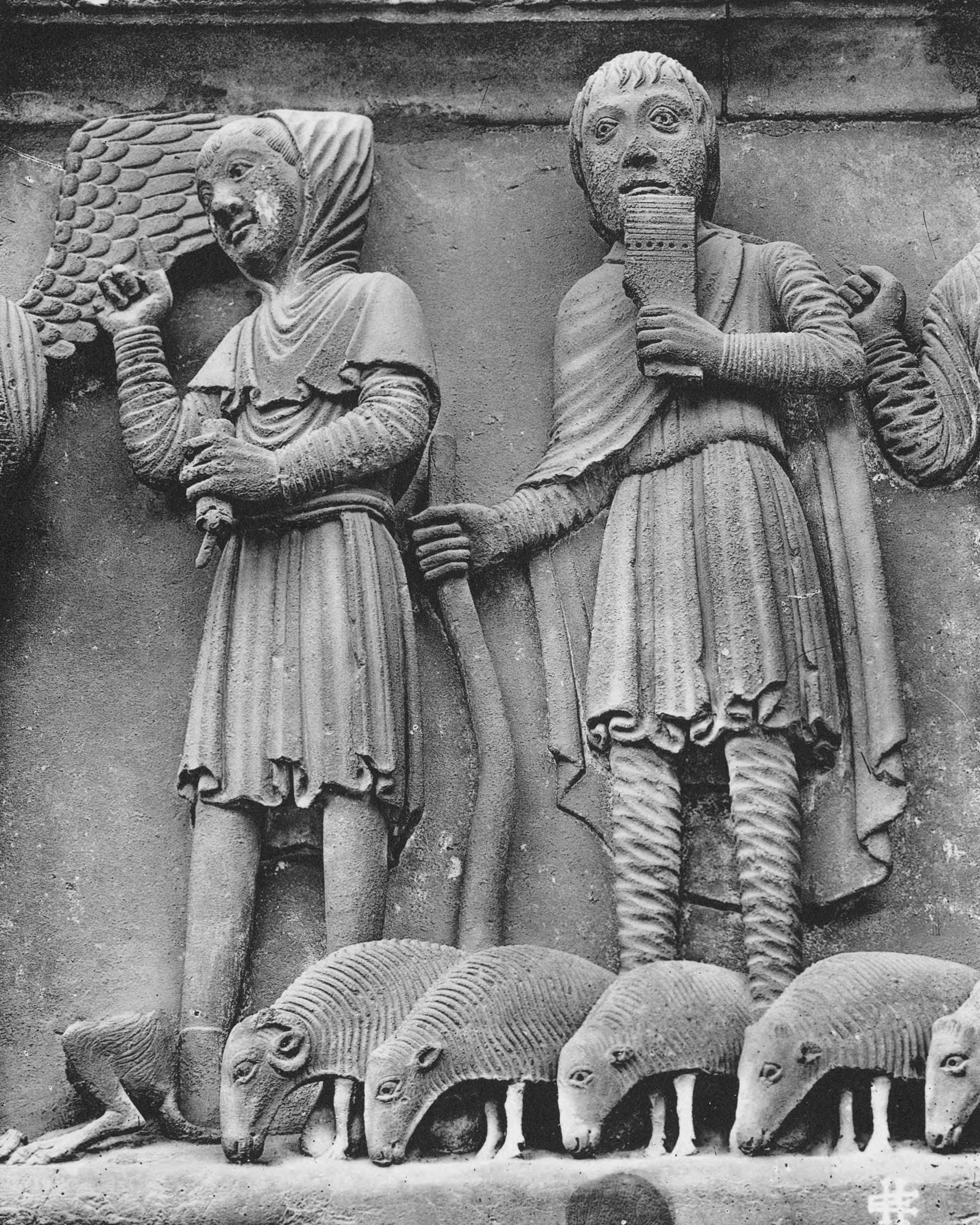
Die für ihre Zeit (13. Jahrhundert) charakteristische Darstellung der Hirten während der Geburt Jesu am Westportal der Kathedrale von Chartres. Zur selben Zeit soll der Hirte Stefan in Cloyes seine Vision erhalten haben.

### puer
Die Teilnehmer des Kinderkreuzzugs waren nicht, wie der Name impliziert, ausschließlich Kinder, sondern zu einem großen Teil Jugendliche und Gruppen von Erwachsenen. Es handelte sich bei ihnen überwiegend um Angehörige niederer sozialer Schichten.
Eventuell beruht die Vorstellung eines Kinderkreuzzuges auf einem sprachlichen Missverständnis. Das lateinische Wort „puer“ kann nicht nur als „Kind“ oder „Knabe“ übersetzt werden, sondern auch als „Knecht“. Damit waren vor allem jüngste Kinder von Bauernfamilien bezeichnet, die oft höchstens eine Arbeit als Hirten oder Taglöhner fanden und so eine arme ländliche Unterschicht bildeten. Diese Interpretation des Namens ist von mehreren neueren Forschungen zum Teil bestätigt worden.
Andere Forscher weisen auf eine Bedeutungsverschiebung des Begriffes puer hin, die im 13. Jahrhundert eingesetzt hatte und in Beziehung zu der neuentstandenen freiwilligen Armutsbewegung steht.

### peregrinatio
Weniger umstritten als der Begriff Kind ist die Bezeichnung Kreuzzug. Der Begriff Kreuzzug wird im Deutschen erst ab dem 17. Jahrhundert verwendet. In den Quellen zum Kinderkreuzzug werden die Begriffe peregrinatio (Pilgerfahrt), iter (Weg) und expeditio (Feldzug) verwendet. Diese Begriffe mit der Angabe des Zieles Jerusalem und dem Hinweis auf das Tragen des Kreuzzeichens (crucisignati) ist durchaus die gängige zeitgenössische Bezeichnung für Kreuzzug. Obwohl die Teilnehmer des Kinderkreuzzuges unbewaffnet waren und kein päpstlicher Kreuzzugsaufruf vorhergegangen war, wird die Bezeichnung Kreuzzug in der Forschung als zutreffend betrachtet.
Auch hat der Begriff peregrinatio einen Deutungswandel von der ursprünglichen Bezeichnung einer Lebensform (Leben in der Fremde) zur Bezeichnung der christlichen Wallfahrt erfahren.
Wenn in der Folge weiterhin von „Kinderkreuzzug“ die Rede ist, muss dies immer in der erweiterten Bedeutung von „puer“ und „peregrinatio“ verstanden werden.

## Quellenlage

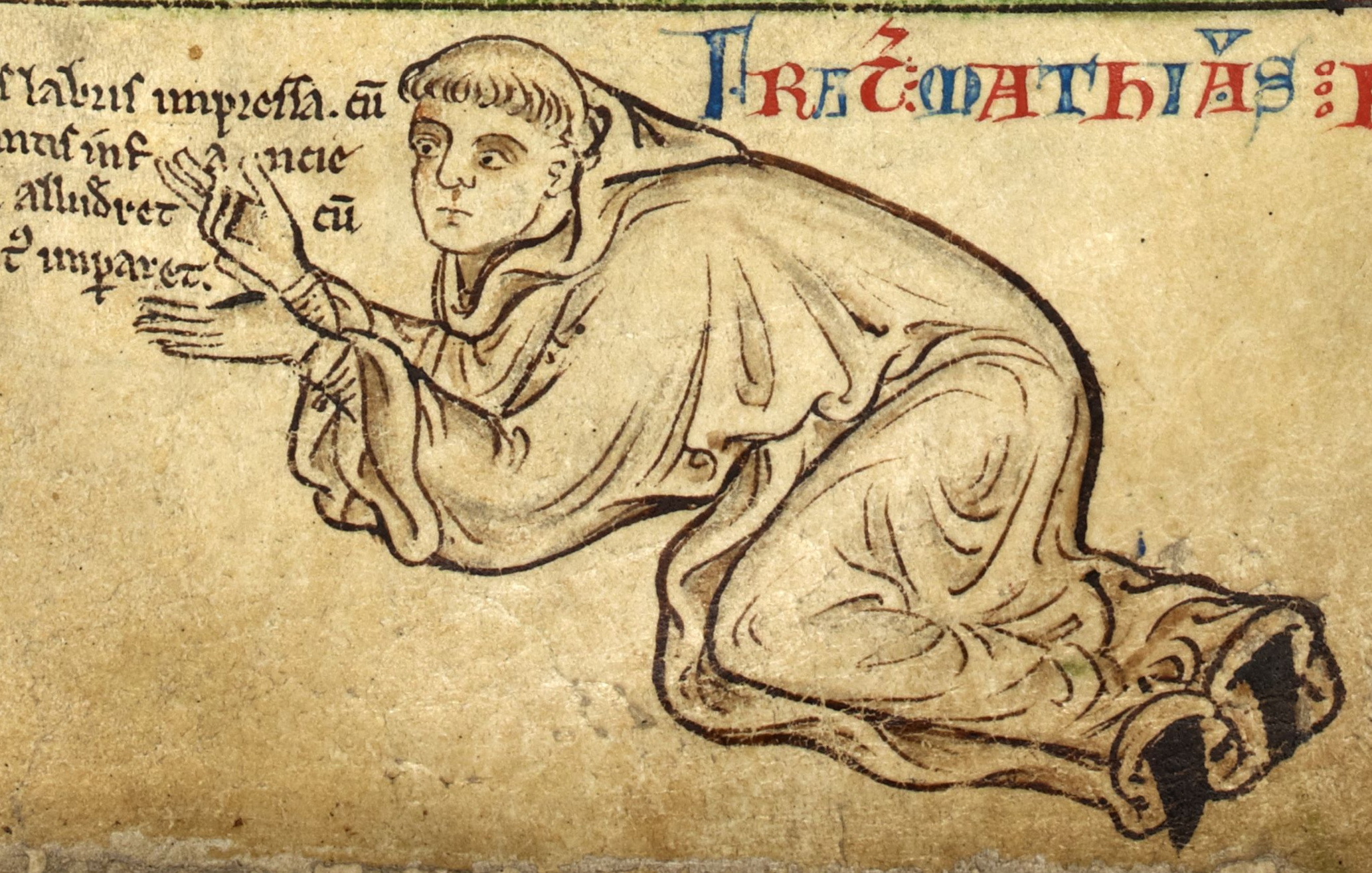
Selbstporträt des Chronisten Matthäus Paris (1200–1259) in seiner Chronica Majora

## Kontext

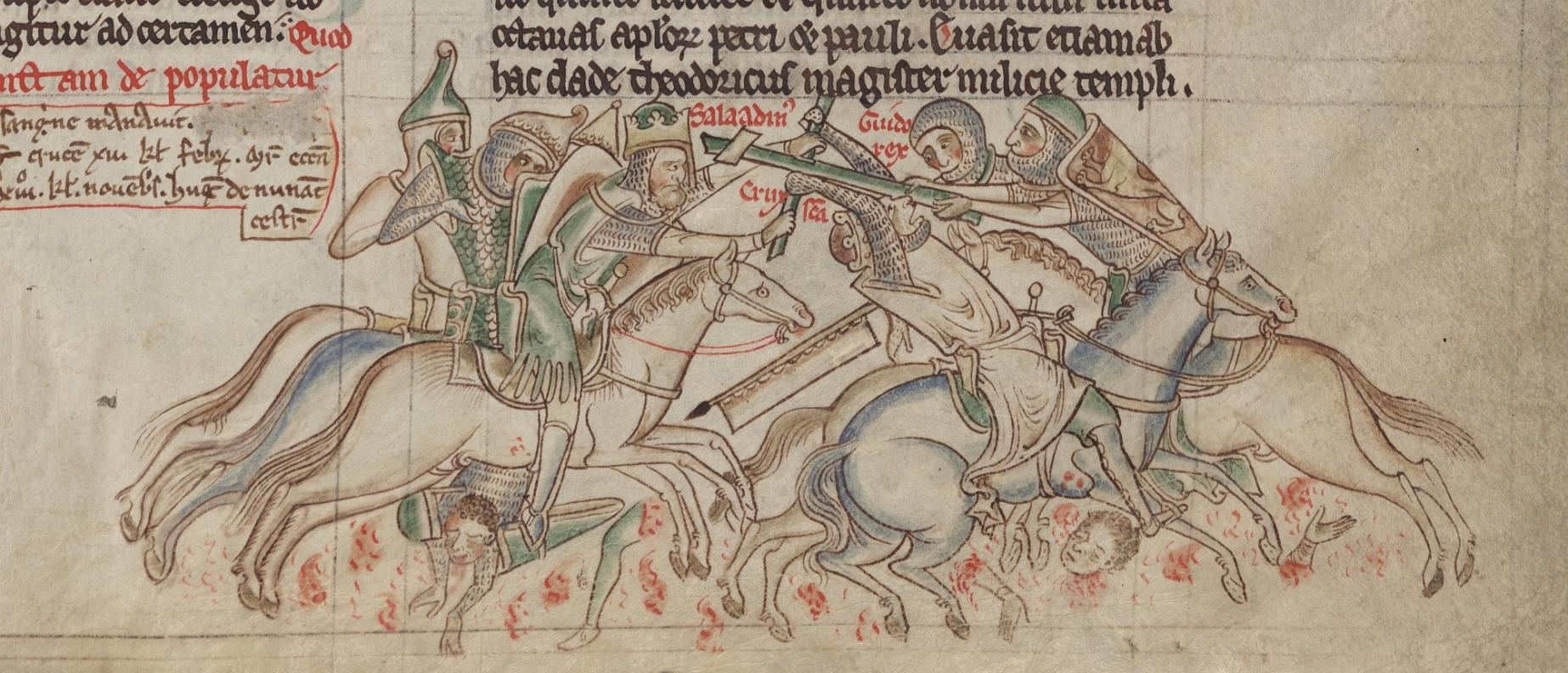
Saladin erobert das Wahre Kreuz. Darstellung in der Chronica majora von Matthäus Paris, 13. Jahrhundert.

## Entstehung: Étienne de Cloyes (Stefan von Cloyes)

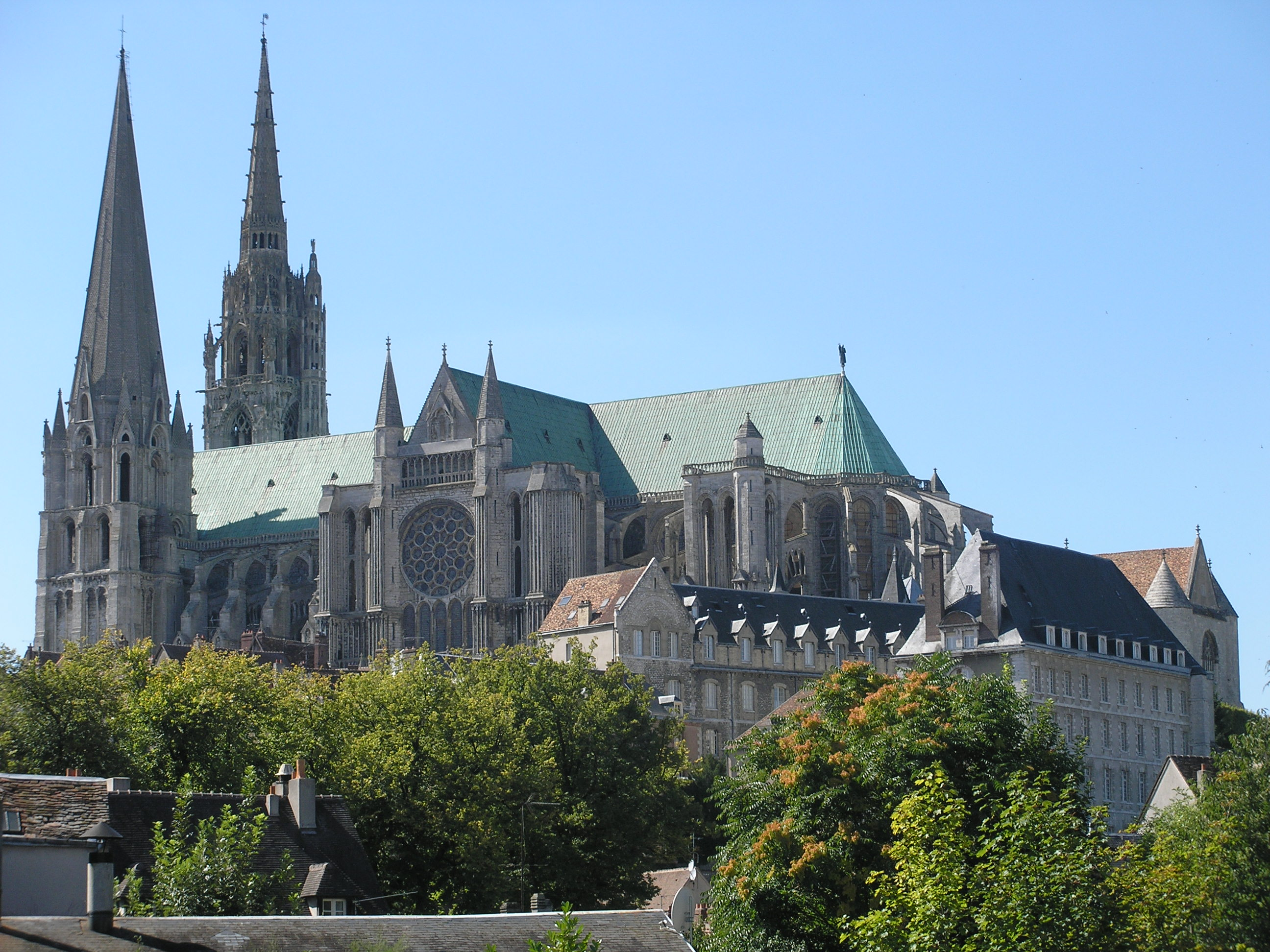
Kathedrale von Chartres, Bauzeit von 1194 bis 1260

## Deutscher Zug: Nikolaus von Köln

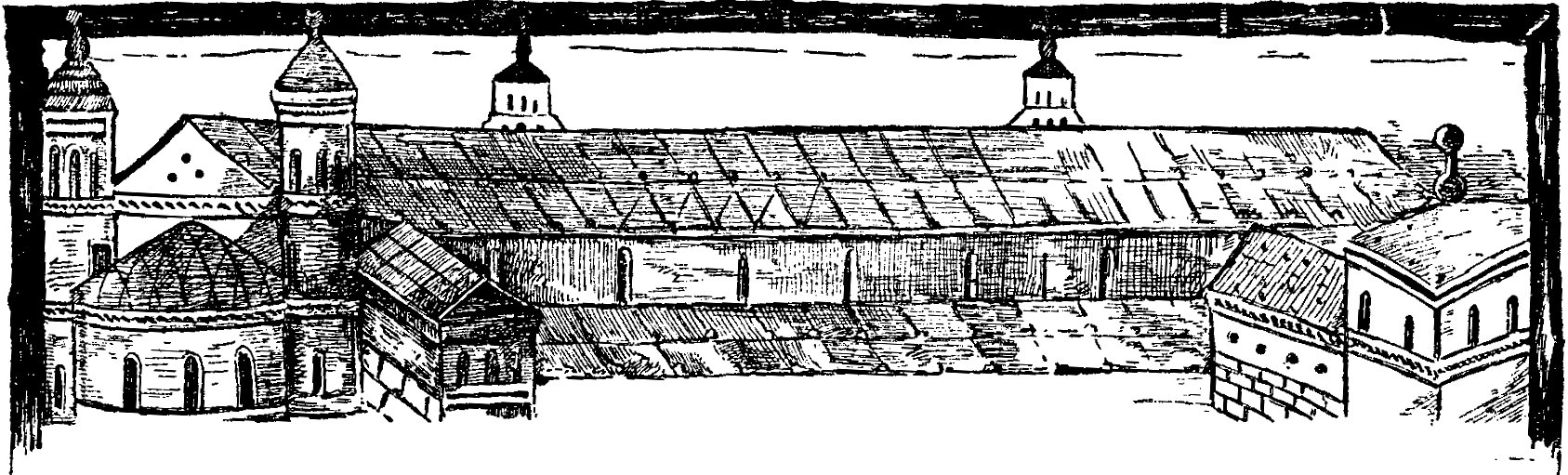
Der Kölner Hildebold-Dom (bis 1248), Nachzeichnung aus dem Hillinus-Codex (11. Jahrhundert)

## Französischer Zug laut Alberich von Trois-Fontaines

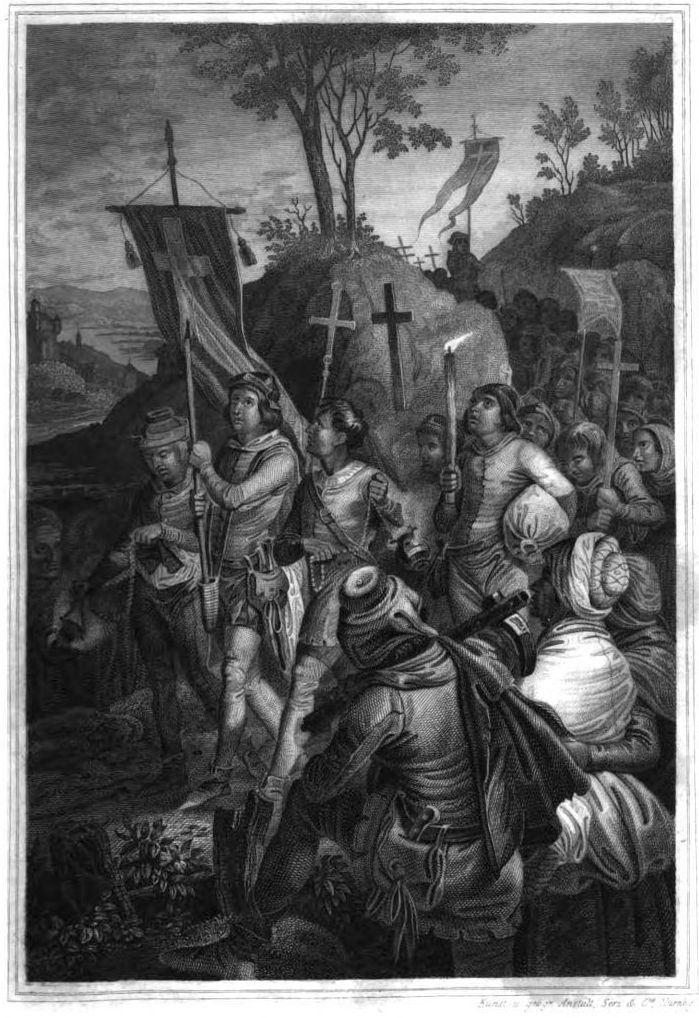
Der Kreuzzug der Kinder, Phantasiedarstellung von Johann Jakob Kirchhoff, 1843.
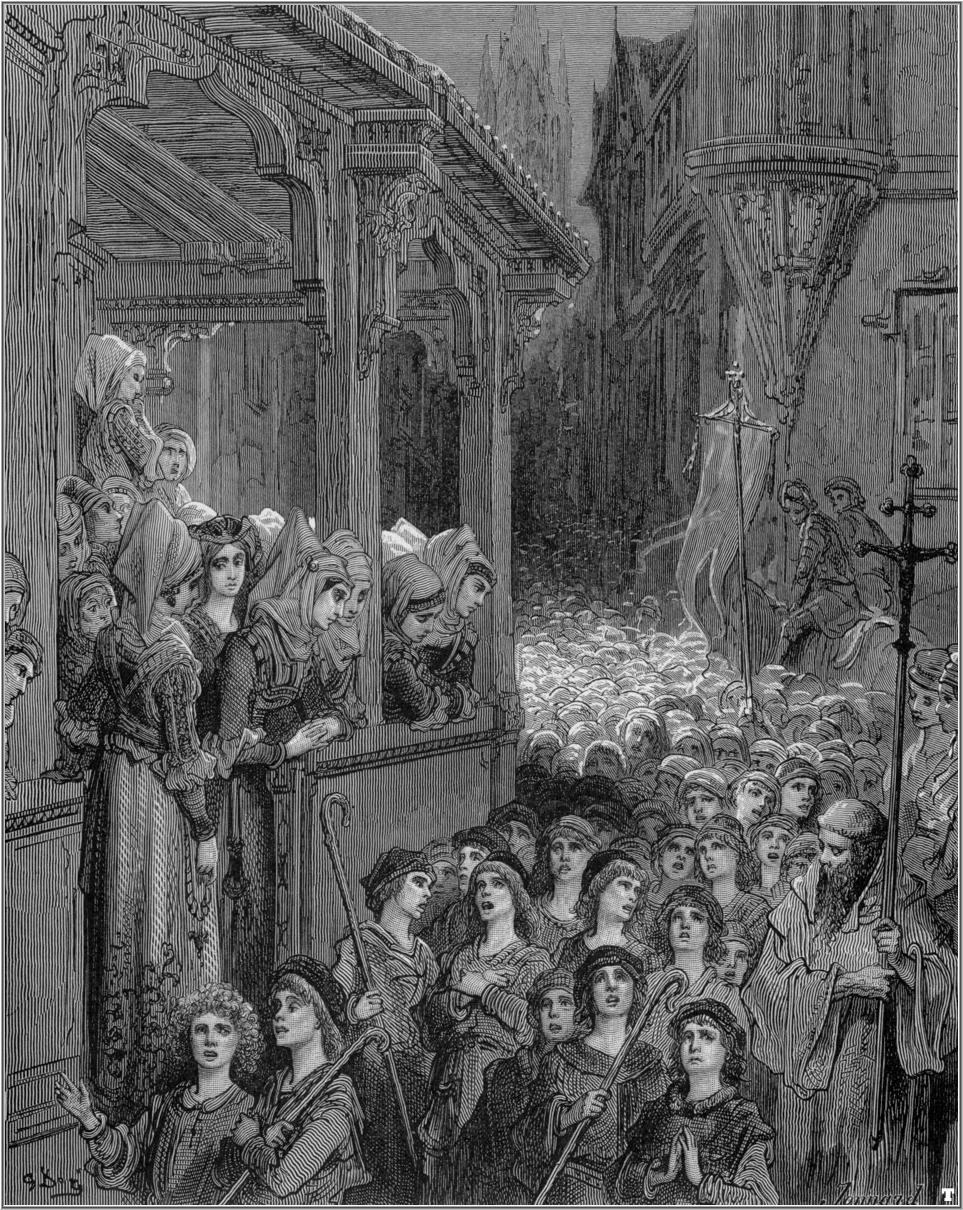
Der Kinderkreuzzug, romantisierende Illustration von Gustave Doré, 19. Jahrhundert
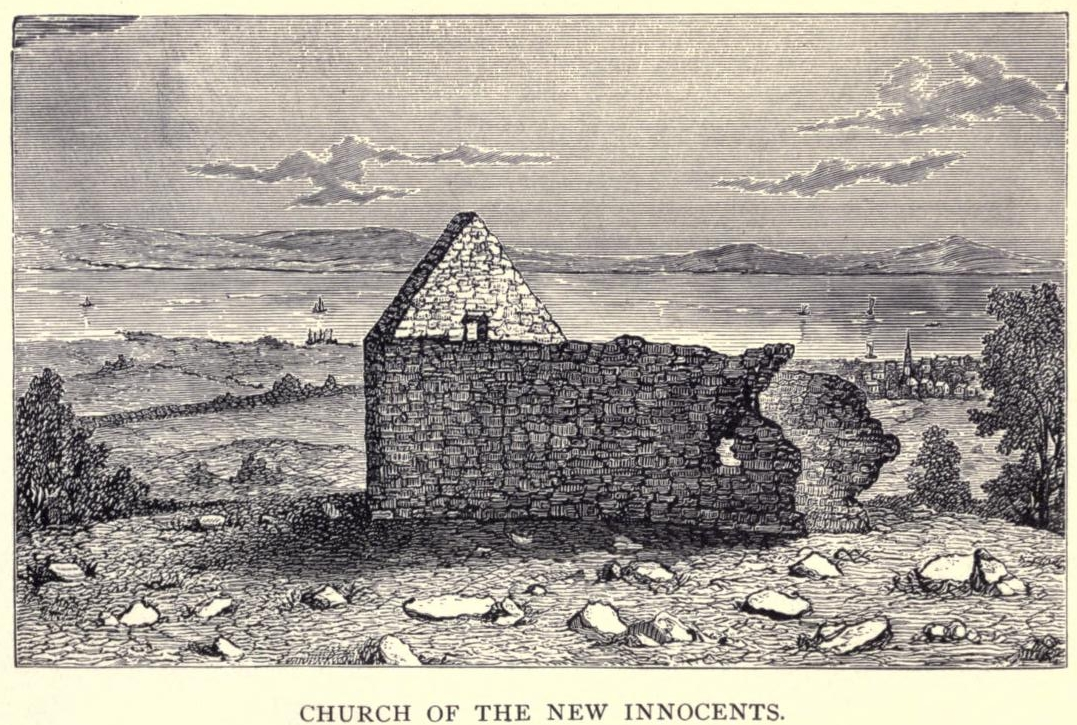
Vermutliche Kirche der Neuen Unschuldigen nahe Carloforte auf der Insel San Pietro eines unbekannten Illustrators